# Ammoconia vetula
Ammoconia vetula är en fjärilsart som beskrevs av Jean Baptiste Boisduval 1840. Ammoconia vetula ingår i släktet Ammoconia och familjen nattflyn. Inga underarter finns listade i Catalogue of Life.